# Spåramuseet

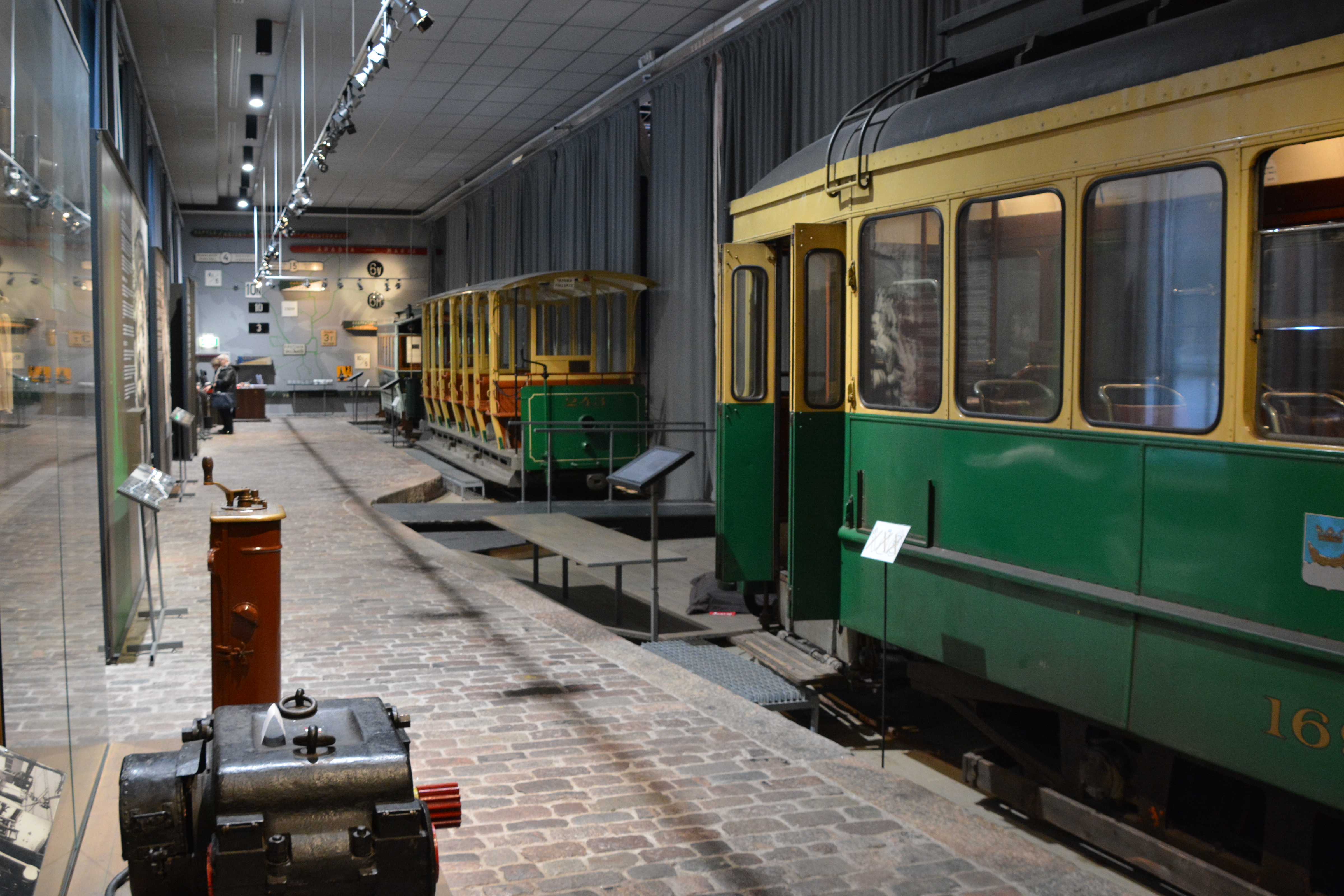
Spåramuseet, interiör.

Spåramuseet (finska: Ratikkamuseo) är ett av Helsingfors stadsmuseum drivet spårvägsmuseum vid Tölögatan i Bortre Tölö i Helsingfors.

## Byggnad
Spåramuseet ligger i Helsingfors först byggda spårvagnsdepå från 1900, som ritades av Waldemar Aspelin och uppfördes i dåvarande villaområdet Rosavilla. Denna ersatte tidigare stallar för spårvagnshästar och vagnar, samt underhållslokaler, i området och ersattes i sin tur på 1970-talet av Tölö spårvagnsdepå på grannfastigheten mot Mannerheimvägen. Den tidigare spårvagnshallen byggdes om mellan mitten av 1980-talet och 1992 och används sedan 2004 också av Kulturfabriken Korjaamo. 
Byggnaden är uppförd i tegel och har ett flackt sadeltak i tidens industrifastighetsstil. Vagnarna kunde köra genom byggnaden genom dörrar i bägge kortsidorna. 

## Bildgalleri

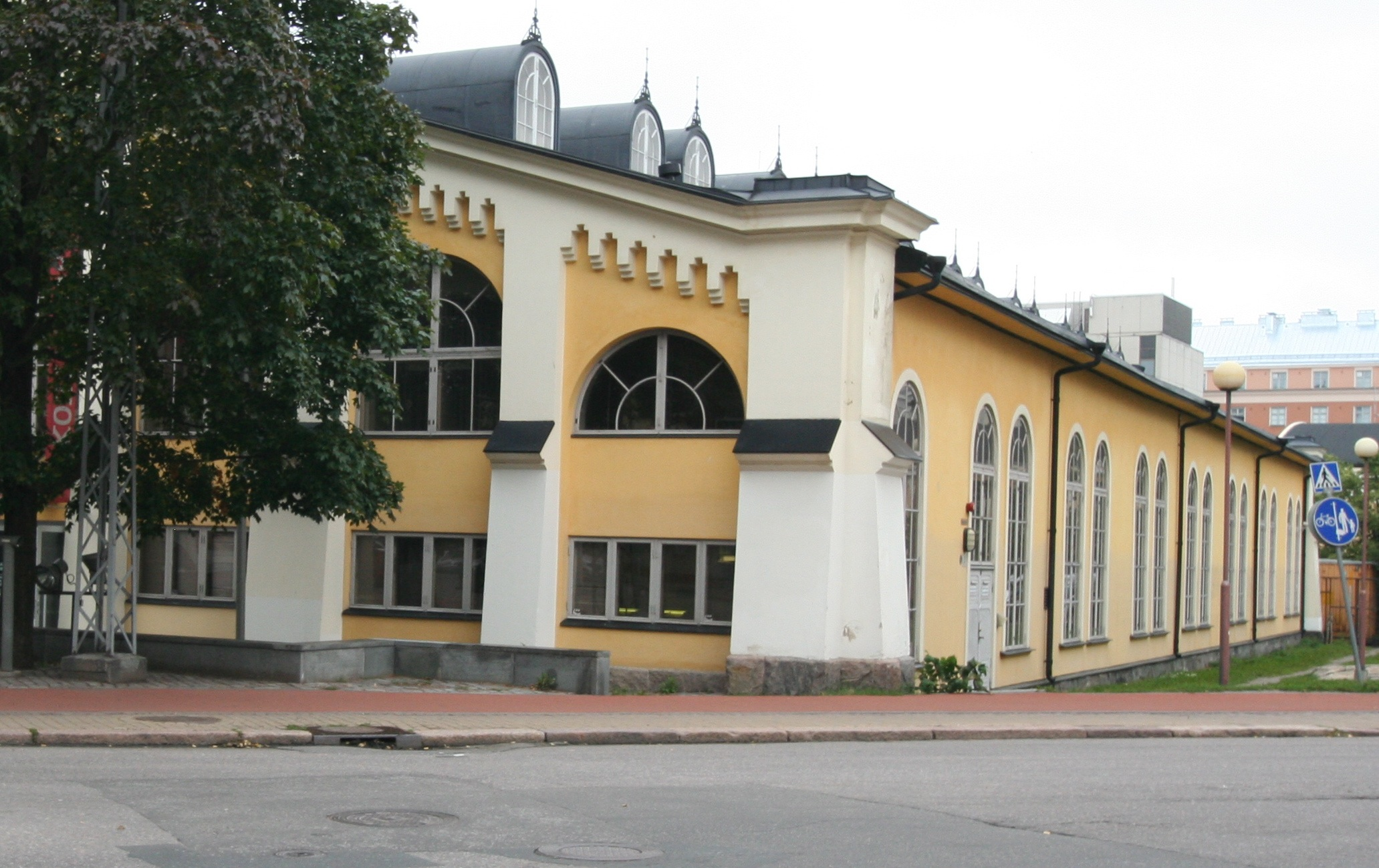
Spåramuseet från gårdssidan
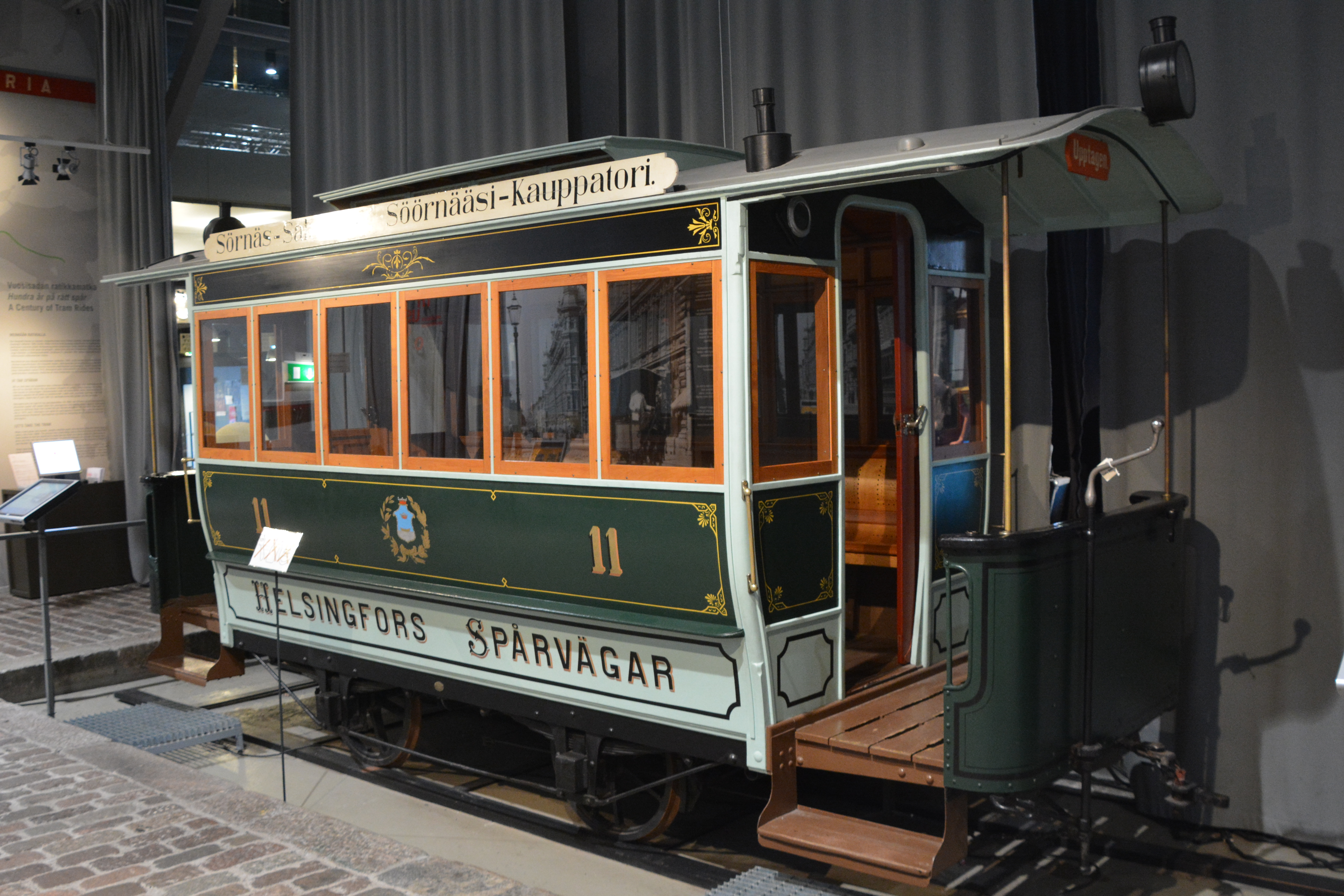
Hästspårvagn från 1890, från Scandia A/S
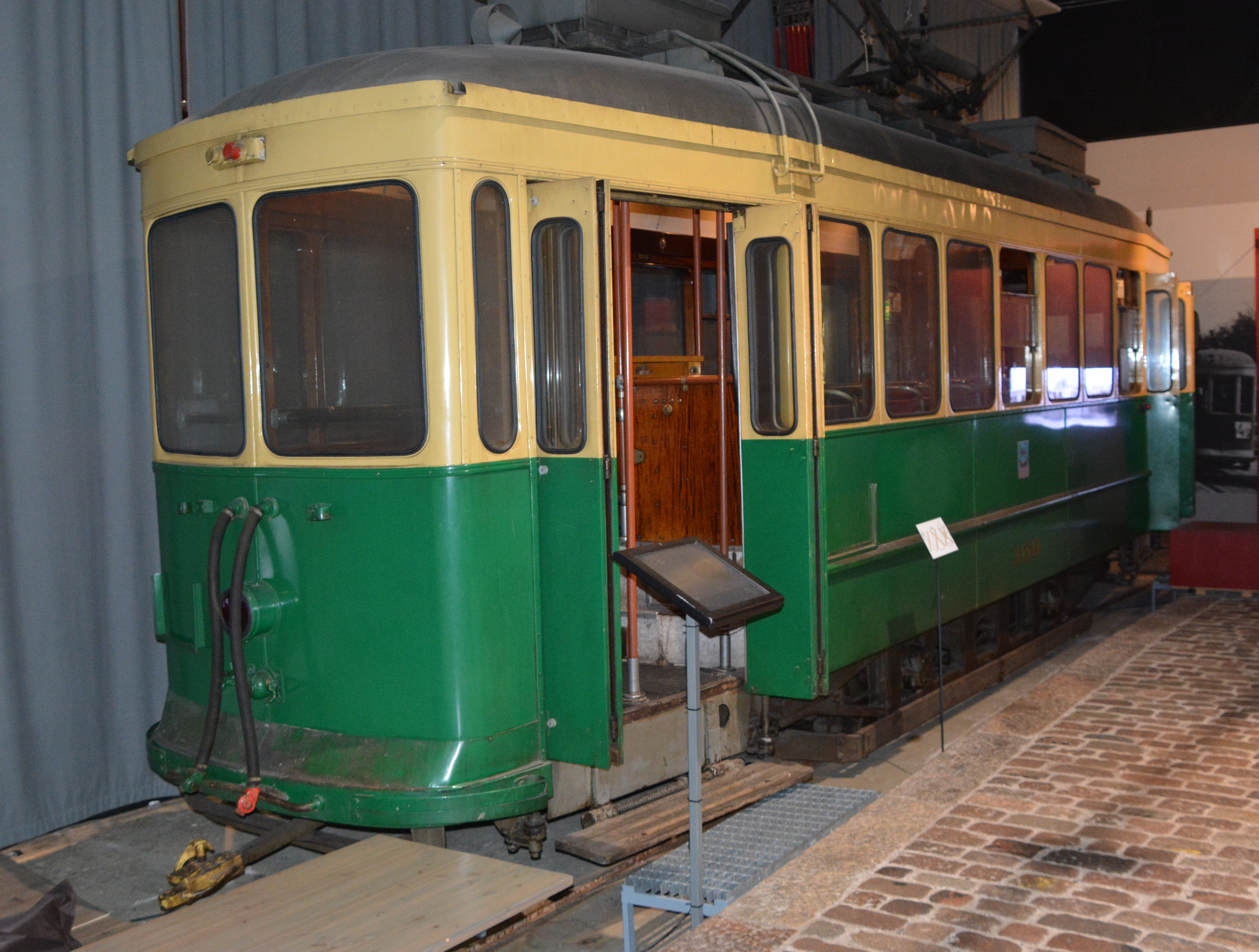
Sisu HRO 419 HKL 199, från Sisu Auto
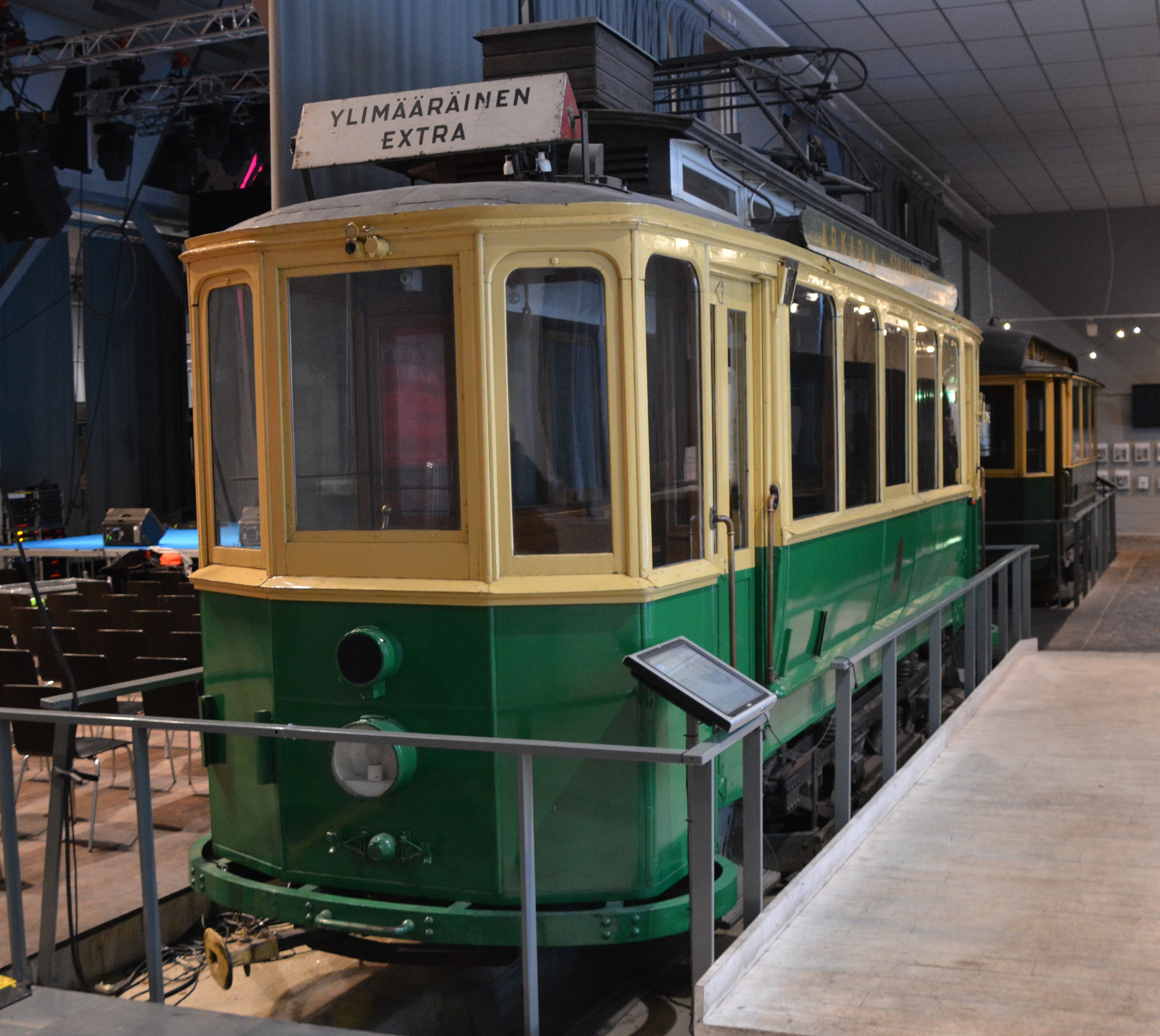
Asea-spårvagn från 1930-talet